# آشپزی بنگلادشی

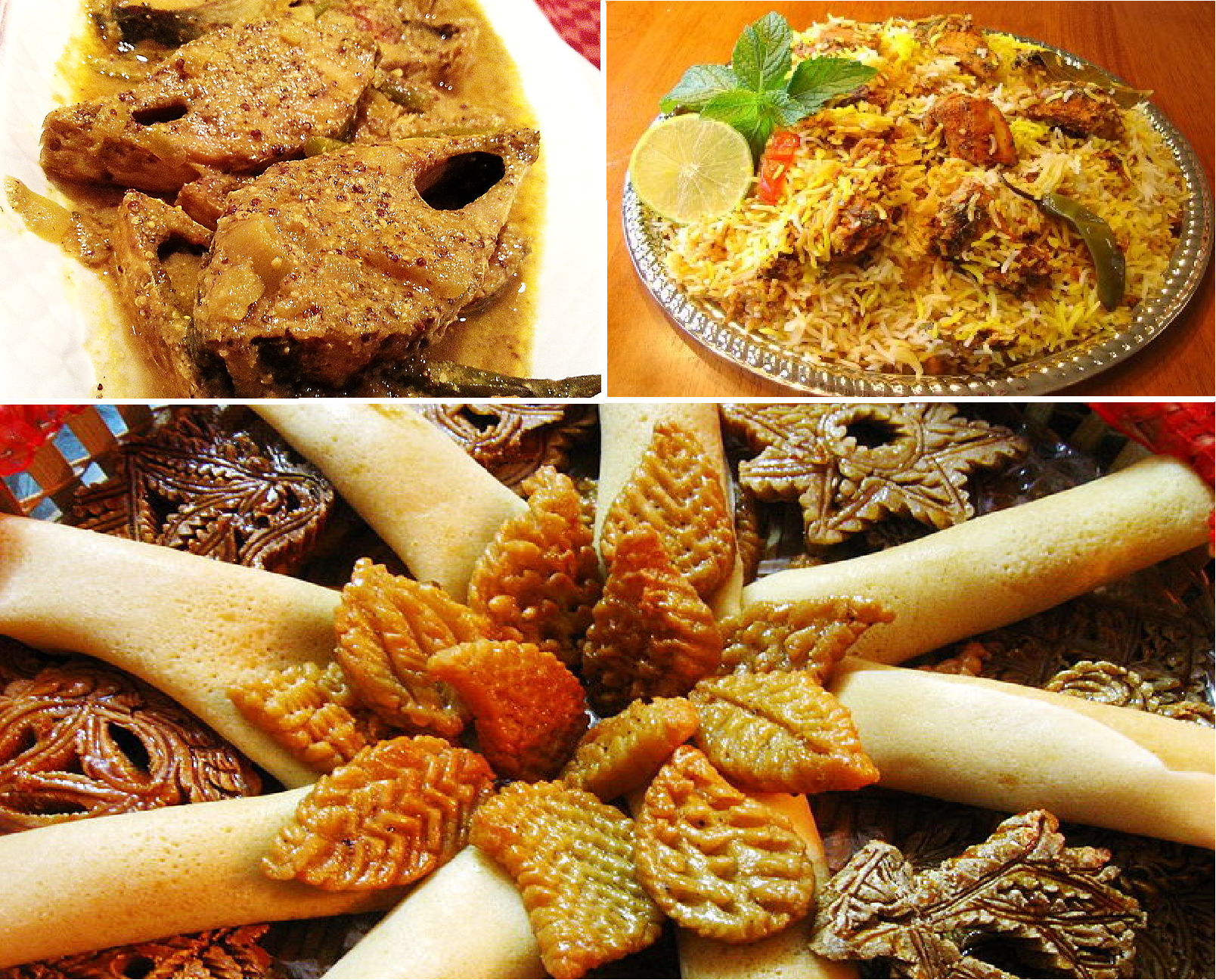
غذای ملی: خورشت کاری ماهی صبور با دانه خردل، بریانی داکایی و پیتا

آشپزی بنگلادشی (بنگالی: বাংলাদেশের রান্না)، آشپزی ملی بنگلادش است. تنوع تاریخی و خط رودخانه جغرافیای بنگلادش به آشپزی آن شکل داده است. اقلیم موسمی نیز تأثیر فراوانی در این آشپزی داشته است.

## تاریخچه
عادات غذایی بنگلادش به شدت تحت تأثیر آشپزی و فرهنگ تاریخ سلطنت مغول قرار گرفته است. داکا پایتخت مغول‌ها در صوبه بنگال و یک مرکز تجاری بزرگ در جنوب آسیا بود. بازرگانان، مهاجران و بازدیدکنندگان سبک‌های آشپزی از سرتاسر جهان را به این شهر آوردند که بر آشپزی آن تأثیر گذاشت. پس از اینکه داکا به پایتخت بنگال شرقی تبدیل شد، غذاهای تحت تأثیر آشپزیهای فارسی، ترکی و عربی محبوب شدند. فلفل سیاه و چوی جال برای افزودن تندی قبل از معرفی فلفل از آمریکا استفاده می‌شد.

## سبک آشپزی و تأثیرات
برنج غذای اصلی بنگلادش است، در حالی که ماهی رایج‌ترین منبع پروتئین در بنگلادش محسوب می‌شود. در آشپزی بنگلادشی ۲۵۰ ماده گیاهی وجود دارد. استفاده از روغن خردل نیز رایج است.

## تخصص‌ها بر اساس منطقه

### داکا

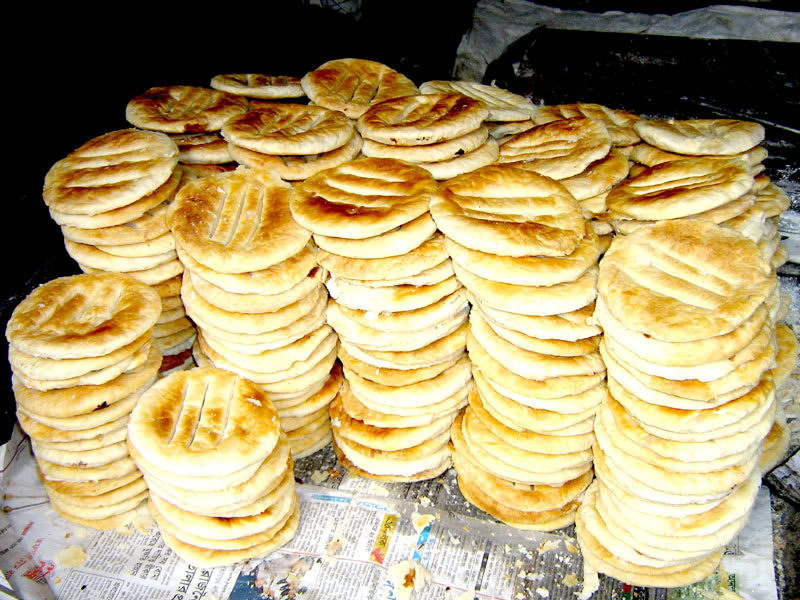
باکارخانی در داکا، بنگلادش

آداب و رسوم آشپزی پایتخت کشور تحت تأثیر آشپزی مغولی، آسیای مرکزی، ارمنی، پارسی و آشپزی بومی بنگالی قرار گرفته است. آشپزی این شهر همچنین دارای غذاهای محلی منحصر به فردی است.
نواب داکا آشپزی مغولی را به بنگال آوردند. آشپزی مغولی معمولاً مجلل و گران‌قیمت است و برای بسیاری از مردم در طول قرن‌ها در دسترس نبود، اما با رشد اقتصاد بنگلادش، این نوع آشپزی بیشتر رواج یافت. این آشپزی با استفاده از مواد گوشتی و لبنی مانند بره، گوشت گوسفند، گوشت گاو و ماست به همراه ادویه‌های ملایم مشخص می‌شود. غذاهای آن شامل کباب، نان‌های پر شده، کچچی بریانی، بره، مرغ و مرغابی کبابی، پاتی‌سپتا، چای کشمیری و کُرما است که هنوز در مناسبت‌های ویژه مانند عید فطر و در عروسی‌ها سرو می‌شود.
بازار چوک در داکای قدیم یک بازار غذایی چند صد ساله است و در ماه رمضان به عنوان نقطه کانونی برای افطار پس از غروب آفتاب شناخته می‌شود.
پاراتای دکاهی نانی چند لایه است که در کلکته محبوبیت پیدا کرد، زمانی که پس از تقسیم هند مهاجران از داکا آن را به آنجا معرفی کردند.

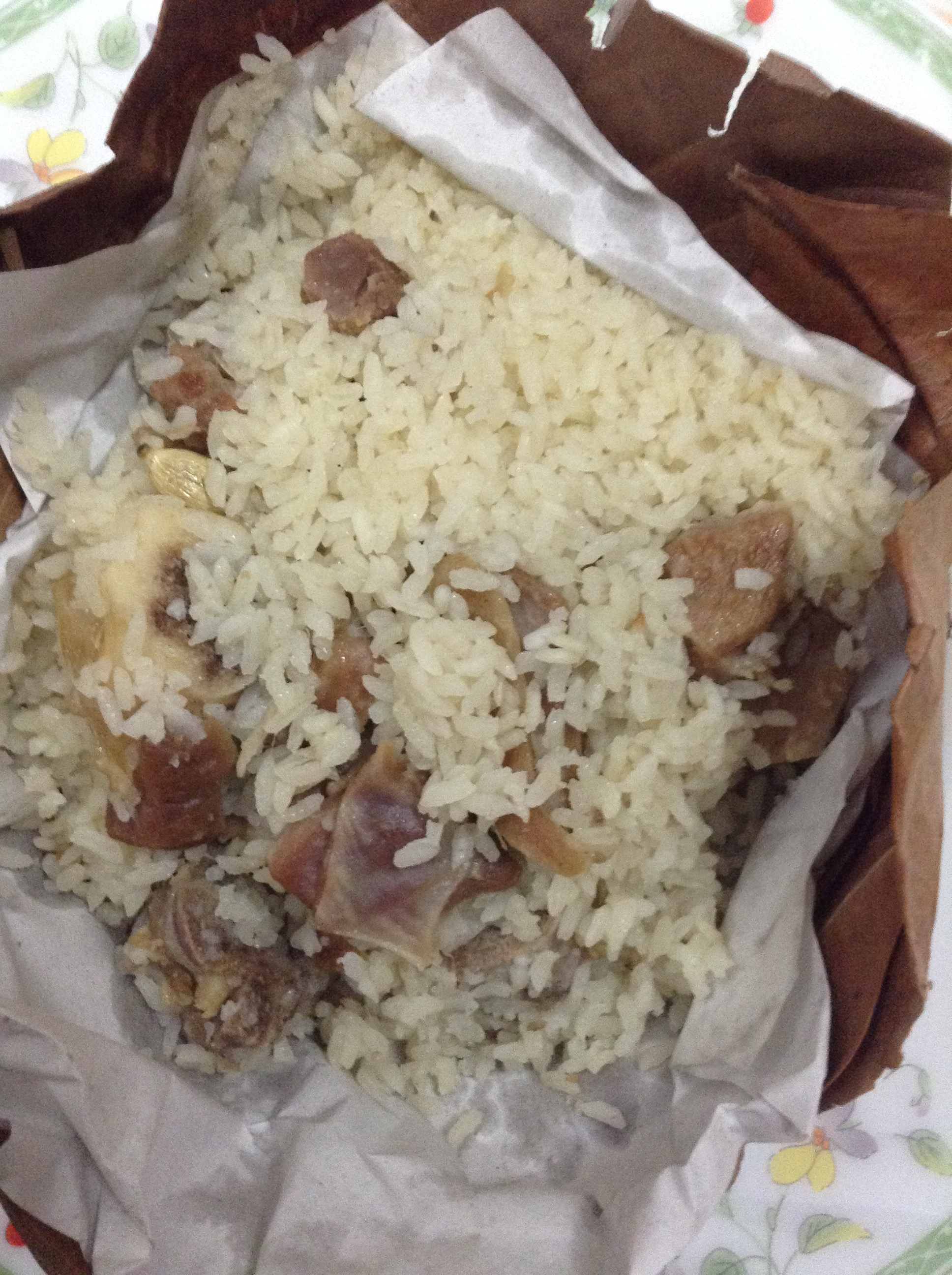
حاجی بریانی

حاجی بریانی یک غذای برنجی است که از رستورانی در داکا به همین نام نشأت گرفته است. این غذا شامل برنج، گوشت بز و ادویه‌جات است.
باکر خانی نانی ضخیم و ادویه‌دار از آشپزی مغولی است که معمولاً با چای سرو می‌شود. داکی باکرخانی گونه ای که در داکا پیدا می‌شود و قرن‌هاست که تهیه می‌گردد.
مرغ پلو یکی از غذاهای خاص شهر است، یک پلوی معطر با مرغ.

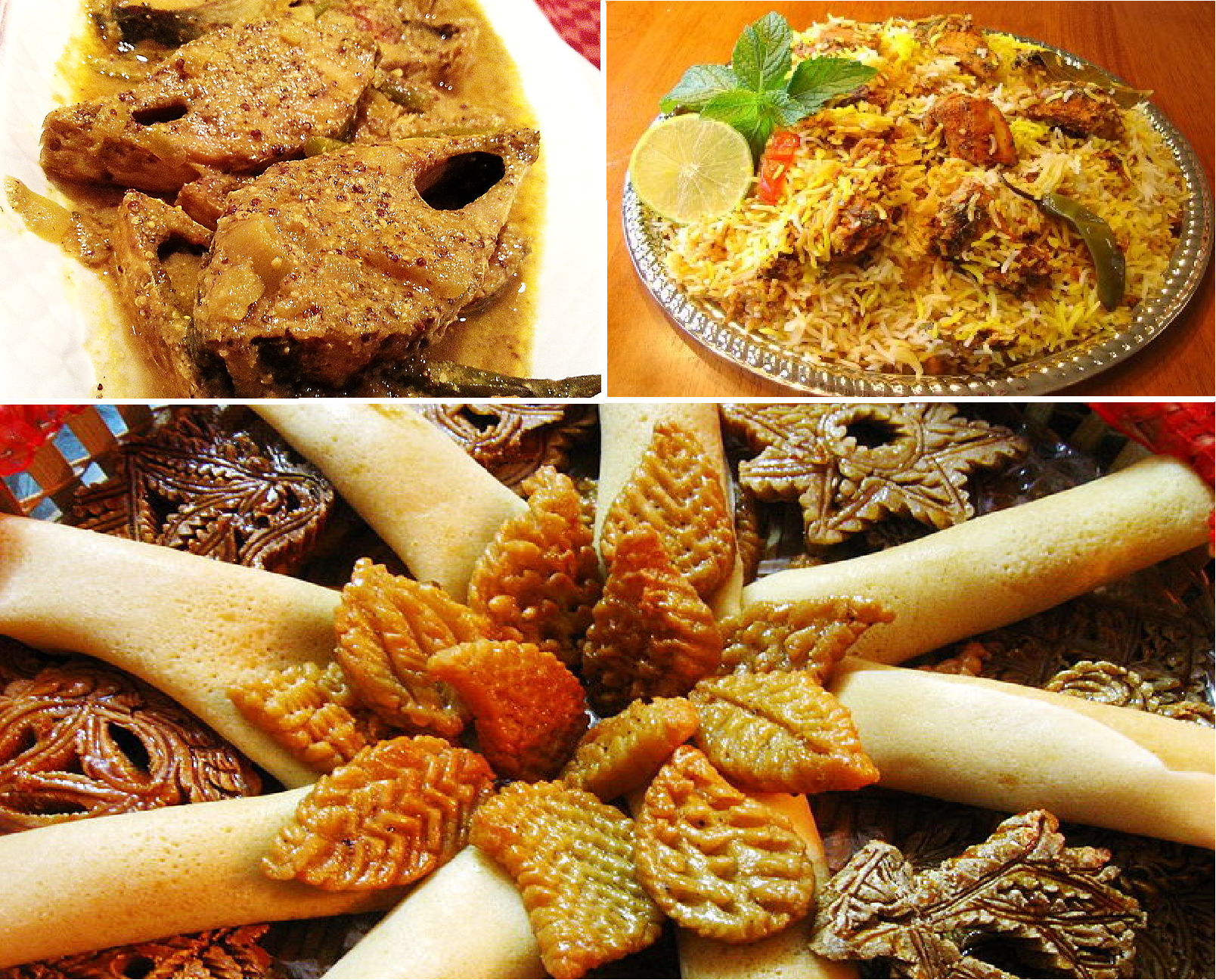
غذای سنتی: کاری ایلیش دانه خردل، بریانی داکای و پیتا

### بخش چیتاگونگ
در چیتاگونگ و مناطق اطراف، خورشت‌ها معمولاً بسیار ادویه‌دار هستند و اغلب شامل گوشت گاو می‌شوند. مجبانی گوشت یک خورشت گوشت گاو برای مناسبت‌های خاص است؛ یک مجبان یا میزبان یک جشن عمومی است.

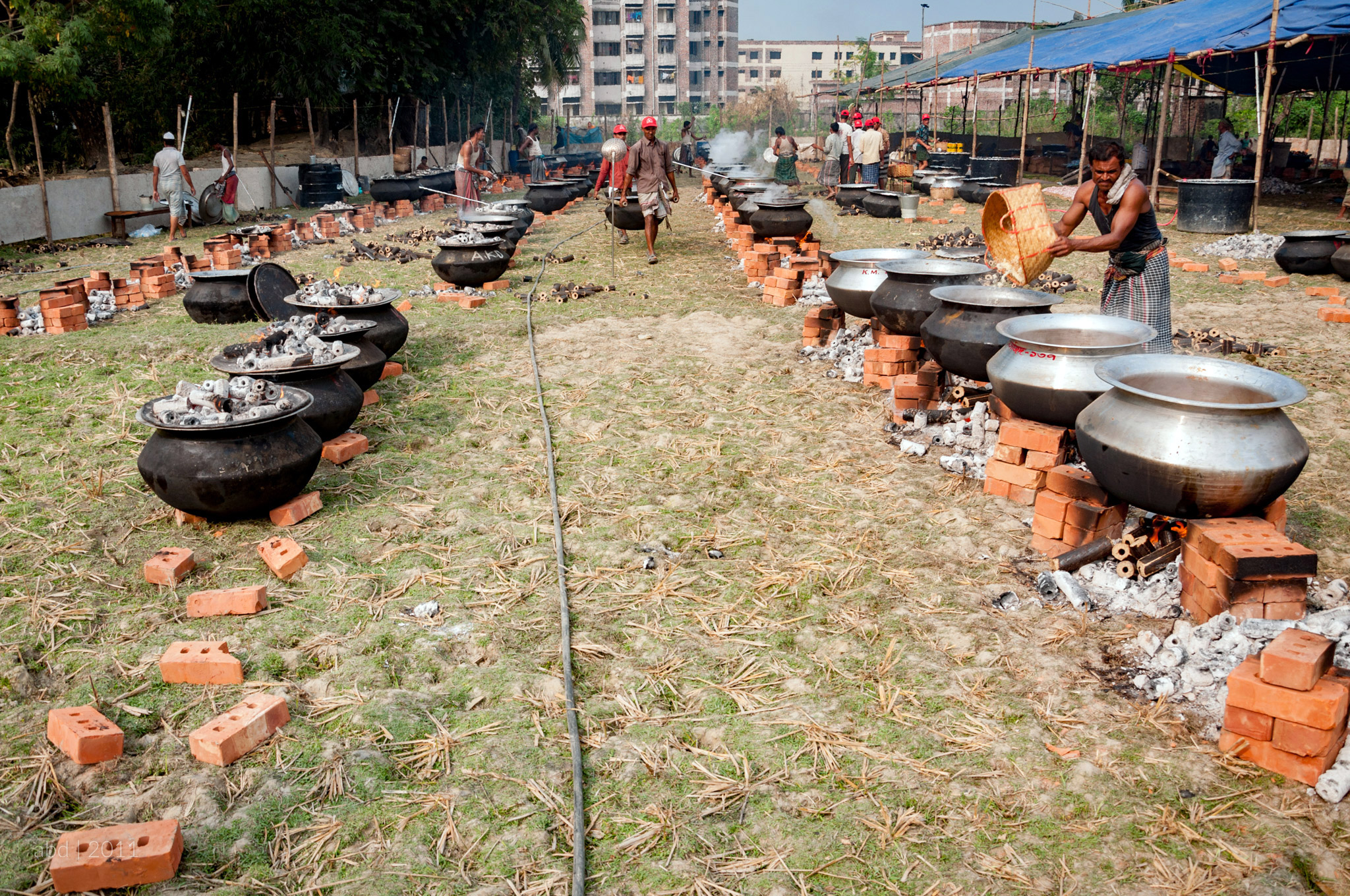
آماده‌سازی مجبانی

غذاهای گوشتی در بین مسلمانان بنگالی محبوب هستند و اغلب در جشن‌های مجبانی سرو می‌شوند، جایی که نشان‌دهنده رونق هستند.
هندوها معمولاً به‌جای گوشت گاو با ماهی به طبخ غذا می‌پردازند. جامعه هندو در چیتاگونگ هر سال جشن‌های مجبانی را به عنوان «چیتاگونگ پریشاد» برگزار می‌کند که شامل خورشت‌های ماهی و سبزیجات است.
کالا بونا، گوشت گاو سیاه‌شده، یکی از غذاهای چیتاگونگ است که از گوشت سردست گاو تهیه می‌شود و با ادویه‌جات پخته می‌شود تا تیره و نرم گردد.
دوروس کُرا یا دوروس یک غذاست که شامل یک مرغ کامل است که در آبگوشت غلیظ پخته می‌شود و با برنج، چه به صورت پلو یا خیچوری سرو می‌گردد. این غذا همچنین بخشی از آشپزی روهینگیا است.
آخنی، که به‌طور معمول به عنوان بریانی اوروشر شناخته می‌شود، یک گونه بریانی است که با برنج چینیگورا (برنج معطر و دانه کوتاه) تهیه می‌شود. این غذا شامل گوشت گاو یا بز خد شده به شکل مکعبی به همراه سیب‌زمینی و میوه‌های خشک است.
چیتاگونگ نزدیک به سواحل است و غذاهای متعددی از ماهیان دریایی دارد، از جمله روپچندا (ماهی نقره‌ای) و لویتا (ماهی بمبئی). شُتکی، لویتای خشک و پخته شده است که یک خوراک خوش‌طعم و خاص این منطقه است. چوری (ماهی ریبون) خشک شده که سپس با فلفل و پیاز پخته می‌شود. کُرال/بِتکی (ماهی باراماندی) و میگوهای ببری بزرگ از خلیج بنگال در مناطق ساحلی خورده می‌شود.
خوراک‌های گوشت گاو در بین مسلمانان بنگالی محبوب هستند و اغلب در جشن‌های مزبان سرو می‌شوند، جایی که نشان‌دهنده رونق هستند.
هندوها تمایل دارند به جای گوشت گاو با ماهی آشپزی کنند. جامعه هندو در چیتاگونگ هر ساله جشن‌های مزبان را به عنوان «چیتاگونگ پریشاد» برگزار می‌کند که شامل انواع کاری ماهی و سبزیجات است.
کالا بهونا، گوشت گاو سیاه شده، یک خوراک از چیتاگونگ است که از گوشت سردست گاو تهیه می‌گردد و با ادویه‌جات پخته می‌شود تا تیره و نرم شود.
دوروس کوره یا دوروس یک خوراک است که شامل یک مرغ کامل پخته شده در آبگوشت غلیظ است و با برنج، چه به صورت پلاو و چه خیچوری سرو می‌شود. این خوراک همچنین بخشی از آشپزی روهینگیایی‌ها نیز هست.
اخنی، که به‌طور معمول به عنوان بریانی اوروشر شناخته می‌شود، یک نوع بریانی است که با برنج چینیگورا (برنج معطر و دانه‌کوتاه) تهیه می‌شود. این خوراک شامل تکه‌های مکعبی گوشت گاو یا بز به همراه سیب‌زمینی و میوه‌های خشک است.
چیتاگونگ نزدیک ساحل است و غذاهای مختلفی با ماهی دریایی دارد، از جمله روپچاندا (ماهی پامفرت نقره‌ای) و لویتا (اردک بمبئی). شوتکی نوعی لویتای خشک و عمل‌آوری‌شده است که یک غذای لذیذ و تند مخصوص این منطقه محسوب می‌شود. چوری (ماهی نواری) خشک شده و سپس با فلفل چیلی و پیاز پخته می‌شود. میگوهای کورال/بهتکی (باراموندی) و میگوهای ببری غول‌پیکر از خلیج بنگال در مناطق ساحلی خورده می‌شوند.

### مناطق تپه چیتاگونگ
منطقه تپه‌های چیتاگونگ خانه قبایلی است که فرهنگ و آشپزی خاص خود را دارند. آشپزی چکما از سیدول، خمیر تهیه شده از میگوها و ماهی‌های تخمیر شده، و سگونی، میگو یا ماهی خشک شده، استفاده می‌کند. در غذاهای آنها بیشتر از گیاهان کوهستانی استفاده می‌شود تا ادویه‌های رایج در غذاهای بنگالی. مواد اولیه فصلی مهم شامل قارچ‌های وحشی و گل‌های زنجبیل و زردچوبه هستند. سوموه گورانگ یک خوراک است که در بامبو پخته می‌شود و هباانگ در برگ‌های موز در یک تنور گلی طبخ می‌شود. آشپزی مارما از خمیری به نام نپی که از ماهی خشک تهیه می‌شود، استفاده می‌کند. آبجو برنج نیز یک نوشیدنی محبوب است.

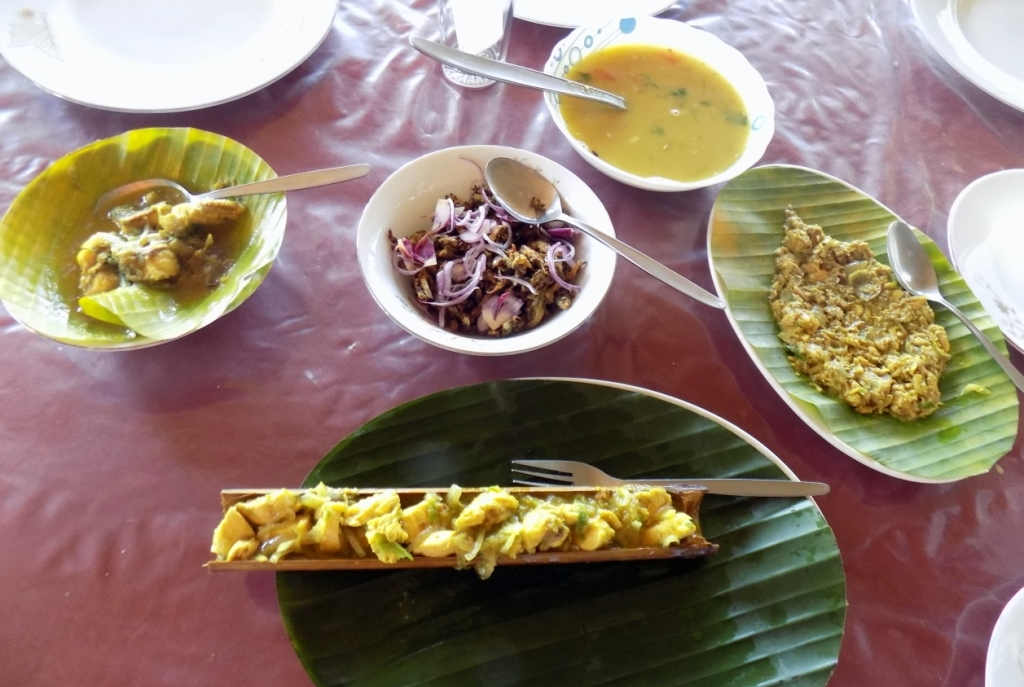
غذاهای قبیله‌ای در مناطق تپه‌ای چیتاگونگ

### میمنسینگ بزرگ
در مایمنسینگ، دوئی (ماست) اغلب با برنج پف‌کرده یا برنج تخت ترکیب می‌شود.
موندا یک نوع شیرینی ماست است که از موکتاگاچار تهیه می‌شود و اولین بار در سال ۱۸۲۴ طبخ شده است.
مردم گارو یک اقلیت قومی و مذهبی در منطقه مایمنسینگ هستند که فرهنگ و آشپزی خاص خود را دارند. آشپزی آنها به خاطر استفاده از گوشت خوک، ماهی اِل و گوشت لاک‌پشت شناخته شده است. مردم گارو در خانه مشروبات الکلی می‌سازند و با سودا و در بامبو آشپزی می‌کنند.

### شمال بنگلادش
شمال بنگلادش دارای مزارع لبنی زیادی است که ماست (دوئی) تولید می‌کنند. ماست همچنین از شیر تبخیر شده تهیه می‌شود که طعمی قوی‌تر شبیه به خیّر به آن می‌دهد. بیرال اوپازیلا به خاطر ماهی‌های بزرگ کوی معروف است که در برگ‌های موز پخته می‌شوند. ماهی کاتلا معمولاً در ماست دوئی پخته می‌شود.
بوگرا به خاطر کشک شیرین خود در سطح ملی و بین‌المللی شناخته شده است.

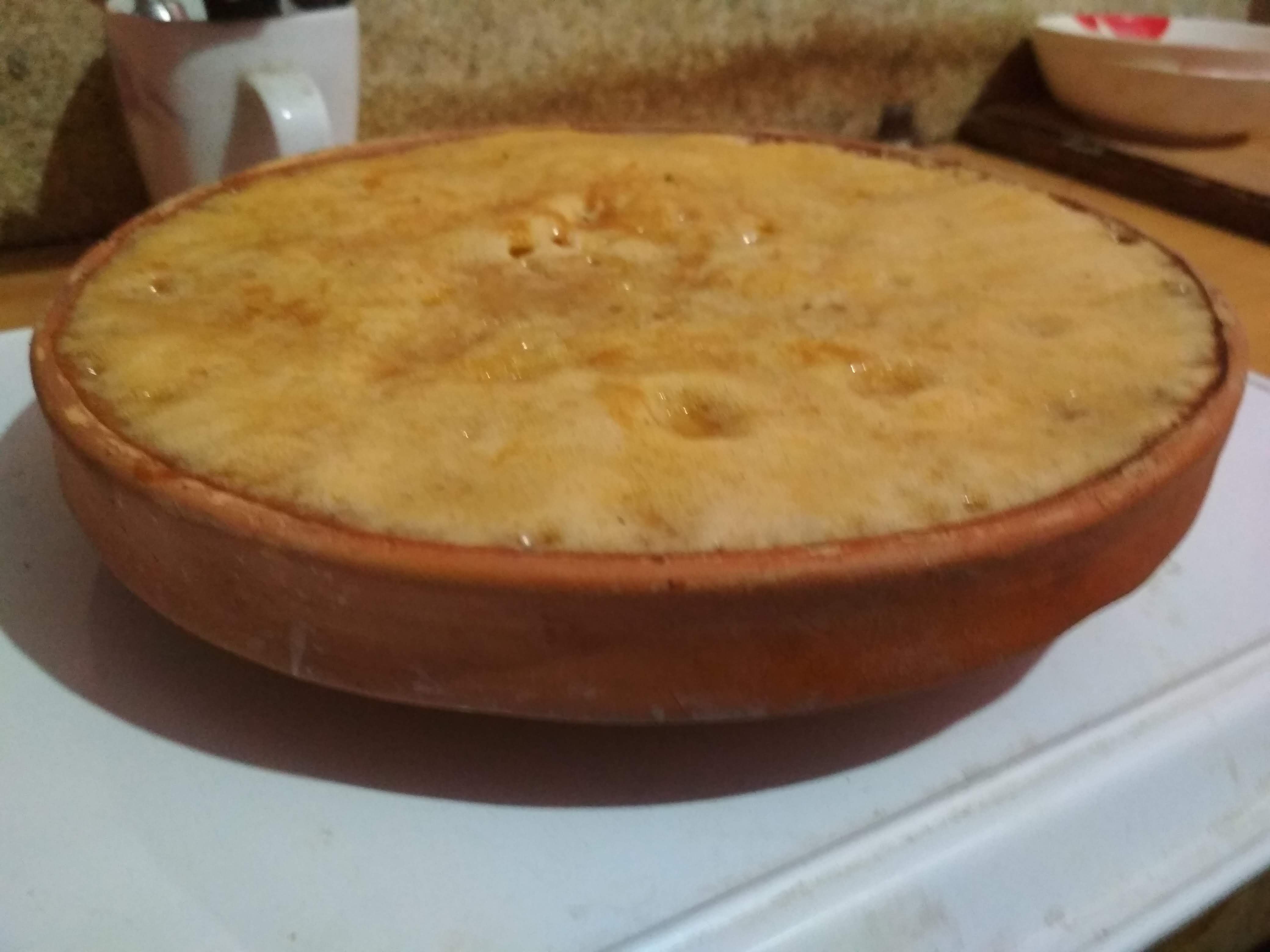
بوگرار دوی (کشک)

منطقه رنگپور یک غذای گوشتی دارد که با کدو حلوایی پخته می‌شود.
مردم سانتال در منطقه راجشاهی خرچنگ، گوشت خوک، سنجاب و ماهی می‌خورند و تمایل دارند که از ادویه‌های کمتری در آشپزی خود استفاده کنند. آنها یک نوشیدنی الکلی به نام هادیه دارند که آن را از برنج تولید می‌کنند. آنها با استفاده از صمغ درخت خرما که برای مراسم مذهبی استفاده می‌شود، مشروبات الکلی درست می‌کنند.

### جنوب بنگلادش
پیپر چابا یک ادویه معطر بسیار تند است که در جنوب بنگال کشت می‌شود. قدمت آن به قبل از معرفی فلفل چیلی از قاره آمریکا در قرن شانزدهم برمی‌گردد. ساقه و ریشه‌های پوست کنده و خرد شده آن به غذاهای گوشتی و ماهی اضافه می‌گردد.
باریسال، یک منطقه ساحلی است، از نارگیل در آشپزی استفاده می‌کند.

### بخش سیلهت

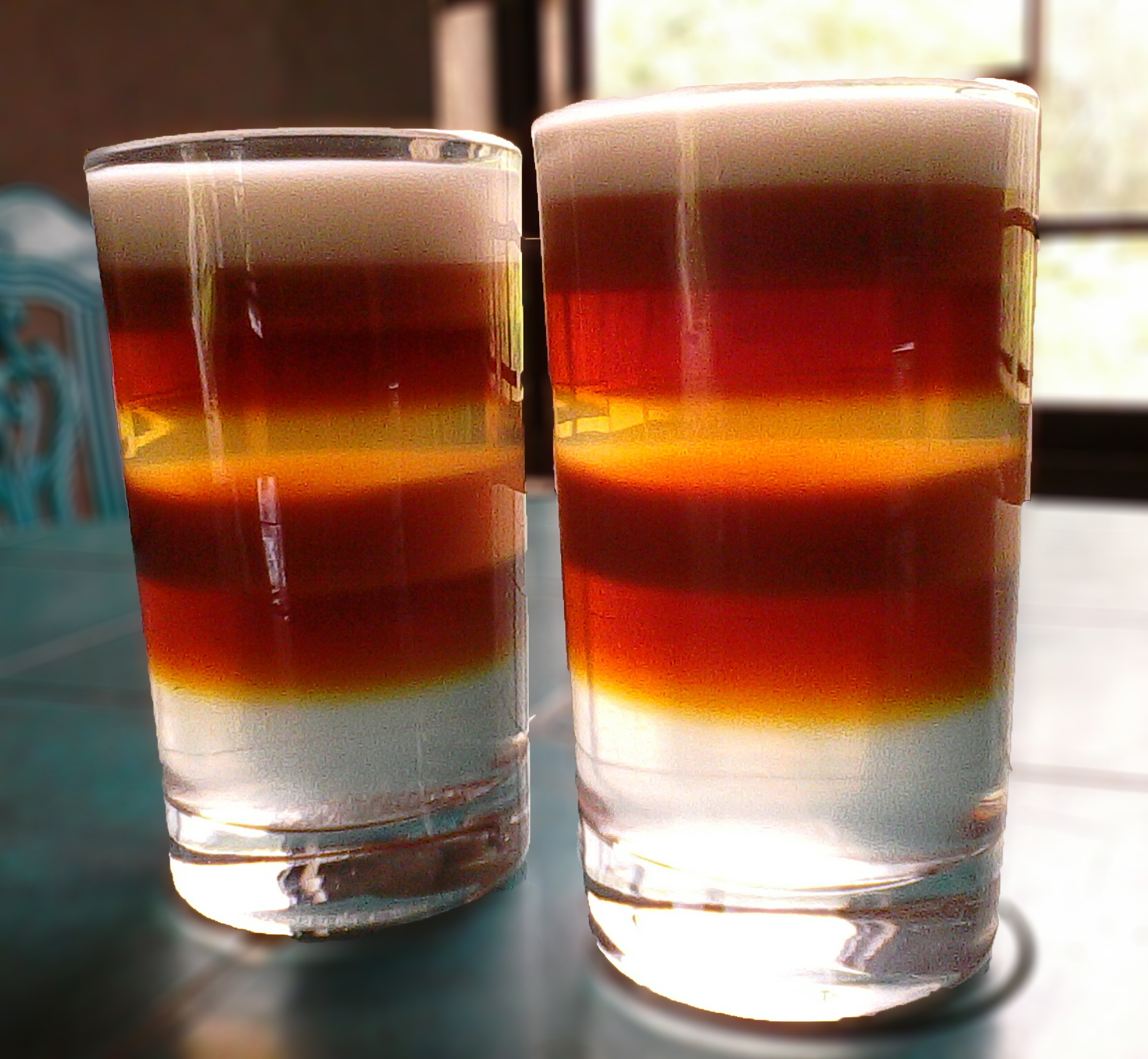
چای هفت رنگ

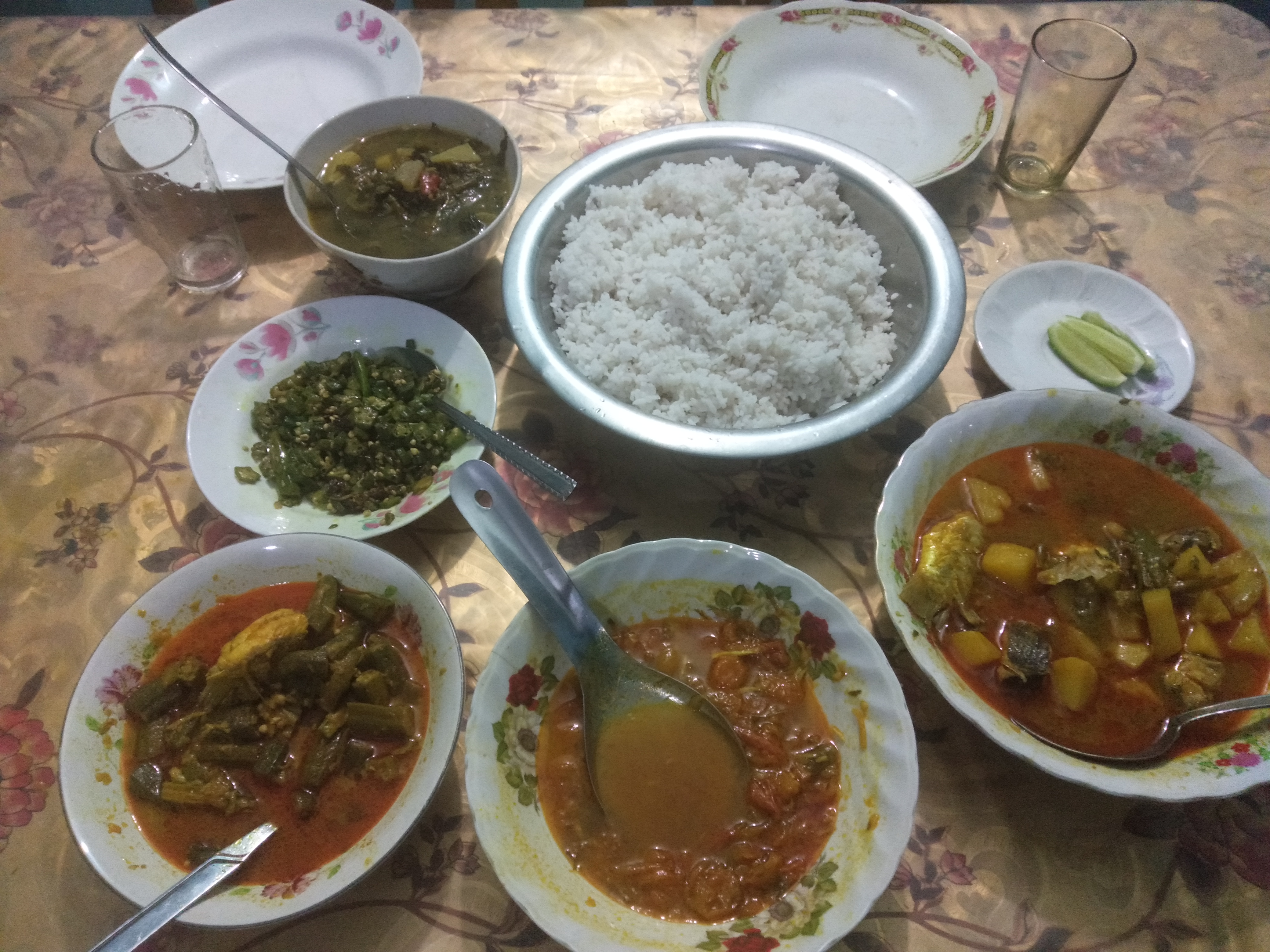
رژیم غذایی سنتی سیلهتی

منطقه سیلِت بنگلادش دارای تعدادی از غذاها و مواد اولیه خاص است. این منطقه زیستگاه چندین نوع میوه مرکبات مانند هتکورا و تویکور، آداجمیر یا آدا لبو و آشکول لبو یا آشکونی لبو است که معمولاً در غذاهای دارای ماهی و گوشت منطقه استفاده می‌شود.اگرچه آشکول لبو یا آشکونی لبو برای بسیاری از سیلتی‌ها ناشناخته است و احتمالاً تقریباً منقرض شده است، اما عصاره آشکول لبو برای تهیه تنگا یا خاتا استفاده می‌شود.

#### غذاهای برنجی
آخنی یک نوع غذای برنج مخلوط است که مشابه بریانی یا پلاو تهیه می‌شود و با گوشت و/یا سبزیجات طبخ می‌گردد.
برنج قرمز و سفید بیرین (که به عنوان بیرون یا بیرین نیز نوشته می‌شود) فقط در منطقه سیلِت یافت می‌شود. این برنج در غذاهای شیرین و خوشمزه مصرف می‌شود و ماده اصلی چونگا پیتا، یک کیک برنج سنتی است که با پر کردن برنج چسبناک درون بامبوهای جوان و دودی کردن آن به آرامی تهیه می‌شود. کیک برنج از لوله خارج می‌شود و شکل شمعی دارد. این غذا همچنین می‌تواند با شیر، شکر، نارگیل و پودر برنج تهیه شود.
خیچوری یک غذای برنجی است که از نظر قوام مشابه حلیم است. در ماه رمضان، به عنوان غذای اصلی برای افطار سرو می‌شود. این غذا شامل برنج معطر مخلوط با ادویه‌جات، روغن، زیره و شنبلیله است. همچنین به بیماران به همراه زنجبیل داده می‌شود.

#### غذاهای گوشتی
هاتخورای گوشت گاو یک غذای سنتی مخصوص جشن‌ها است که از گوشت گاو پخته شده با آب هاتخورا تهیه می‌شود.
آش باش یک غذای سنتی است که با استفاده از گوشت اردک و جوانه بامبو تهیه می‌شود. همچنین به عنوان آش آر خوریل نیز شناخته می‌شود.

#### خوراک‌های ماهی

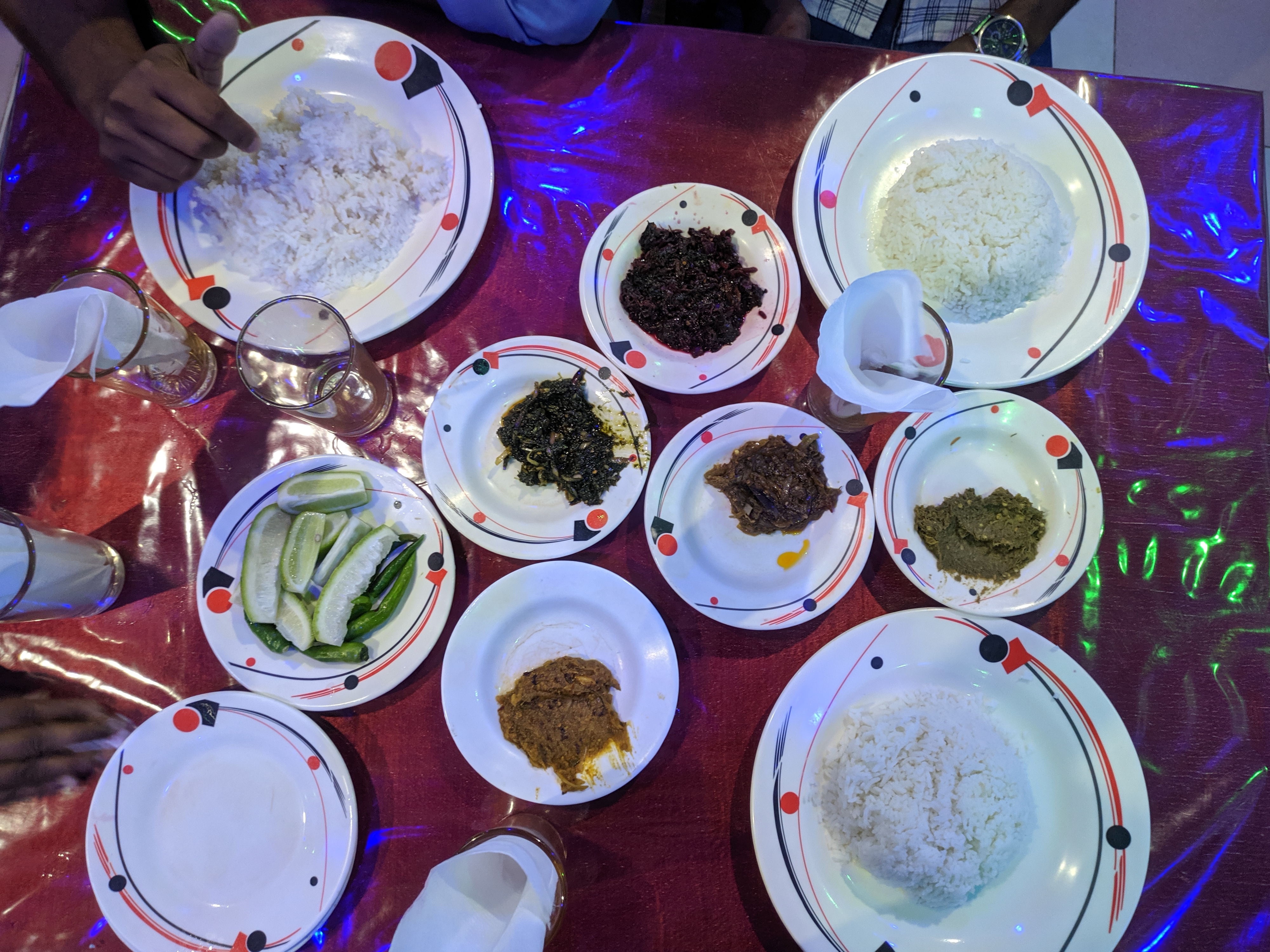
سبزیجات پوره شده

ماهی هم به صورت خورشتی و هم سرخ‌کرده مصرف می‌شود. ماهی خشک و تخمیر شده‌ای به نام شوتکی که بسیاری از محلی‌های سیلِت به آن هوتکی یا هکویین می‌گویند، و همچنین هتکورا، یک میوه مرکبات تلخ و معطر، در خورشت‌های ماهی استفاده می‌شود. فلفل‌های بسیار تند ناگا موریچ نیز در سوپ‌ها مورد استفاده قرار می‌گیرند.
برخی از غذاهای محلی شامل هیدول، یک چاتنی تند از ماهی خشک شده که در ظروف سفالی پخته می‌شود. این شامل هوتکی شیرا، یک خوراک ماهی با سبزیجات است.
تویکور تنگا یک خوراک ماهی است که با تویکور، یک میوه مرکبات تلخ که در منطقه سیلِت رشد می‌کند، تهیه می‌شود.

#### سایر غذاهای سیلهت

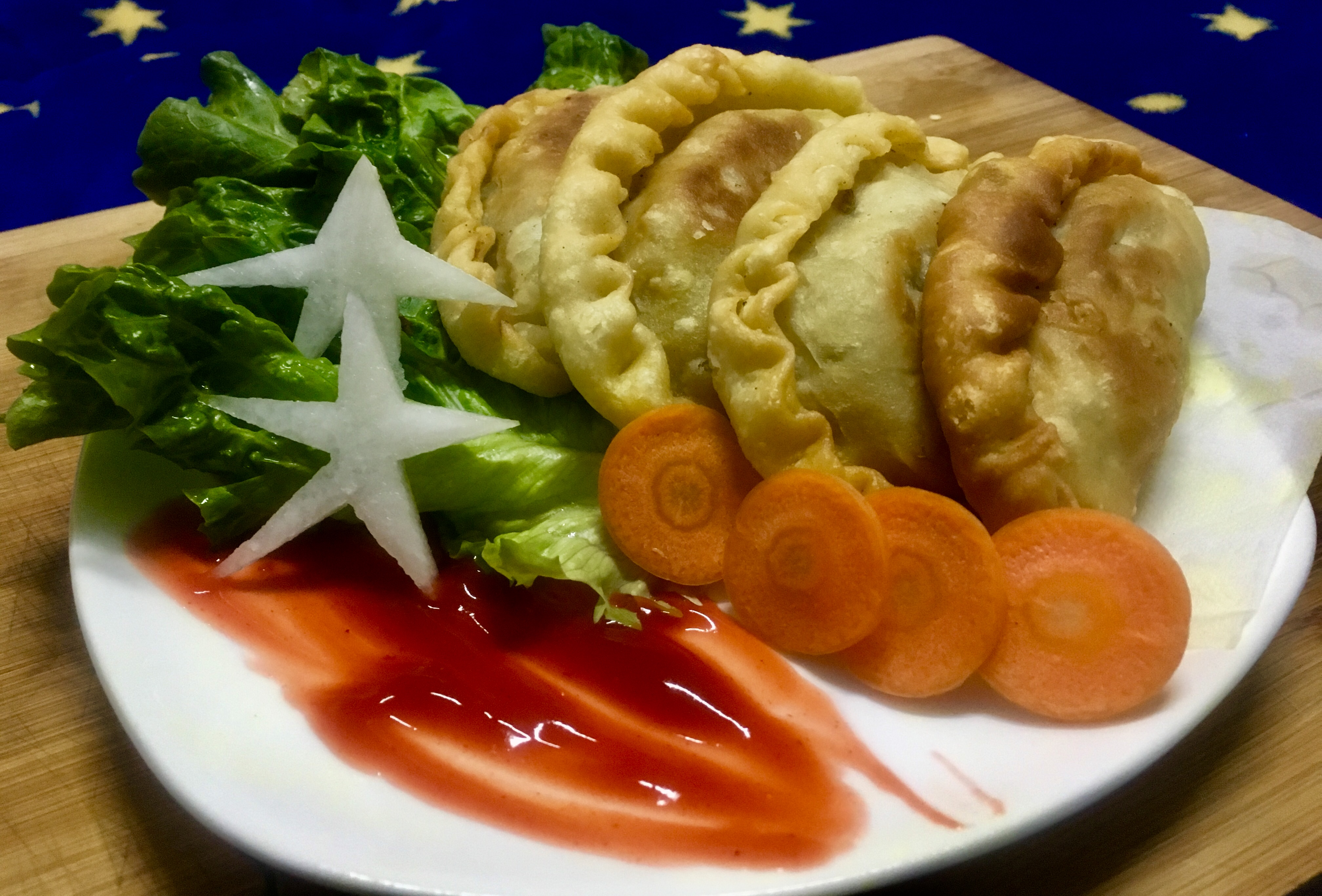
فوب

بکارخانی نوعی نان مسطح شبیه پوروتا است و معمولاً در زمان افطار، خورده می‌شود
هاندش نوعی میان‌وعده است که از خمیر سرخ شده و شیرین شده با ملاس یا شکر تهیه می‌شود. این غذا در مناسبت‌های خاص مانند عید فطر سرو می‌گردد.

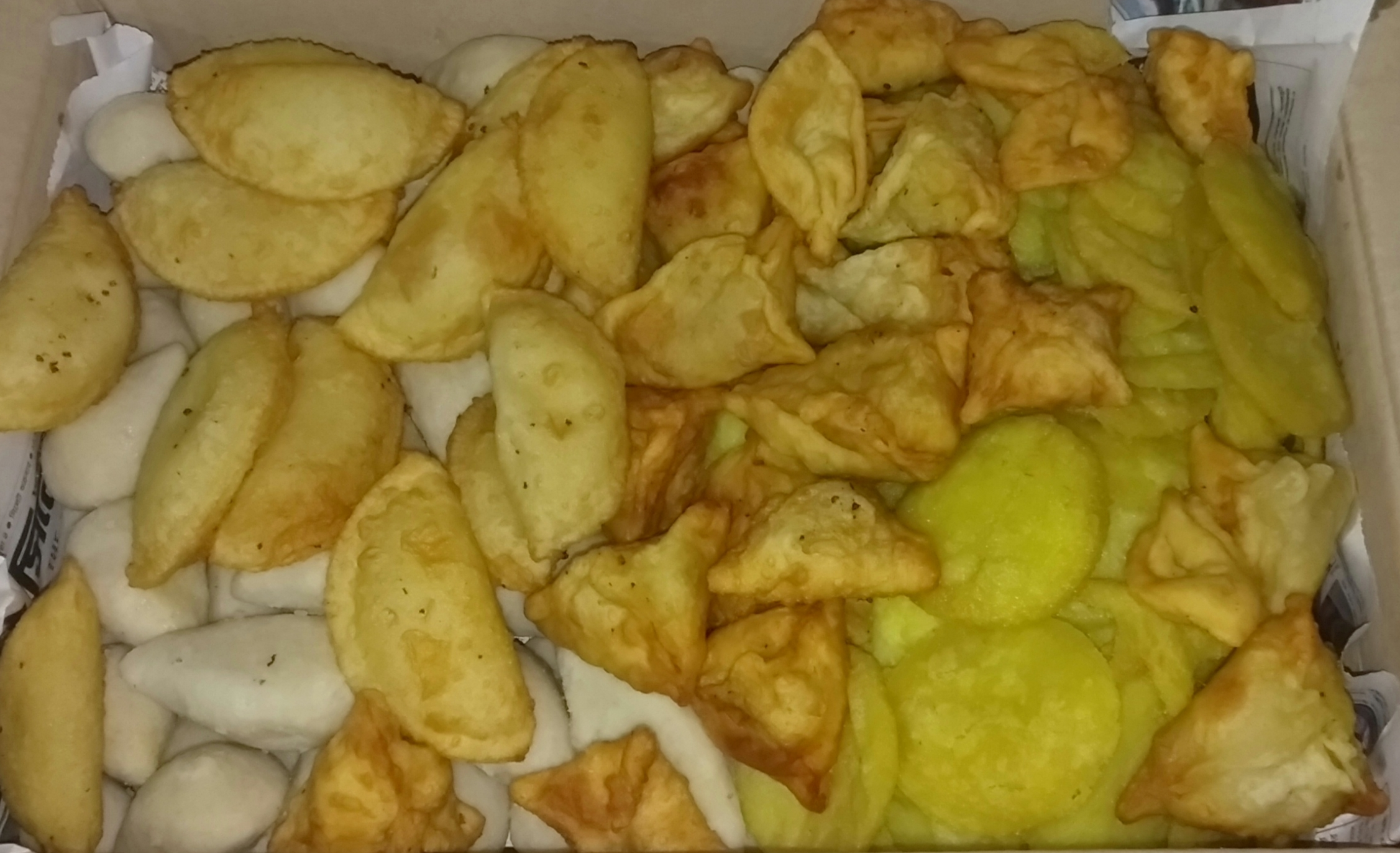
کیک برنجی و کوفته سیلهتی

نونور بورا یک میان‌وعده خوش طعم است که از آرد برنج و پیاز، زنجبیل و زردچوبه تهیه می‌شود و تا زمانی که طلایی رنگ شود، سرخ می‌شود.
توشا شینی نوعی حلوای دسر است که از خمیر شیرین شده با آجیل و کشمش تهیه می‌گردد و معمولاً در مناسبت‌های خاص سرو می‌شود.
چای هفت رنگ یک نوشیدنی رنگارنگ با لایه‌های مختلف چای طعم‌دار است.

## شیرینی‌ها
امریتی یک دسر سرخ‌کرده به شکل گل است که در شربت شیرین است. این دسر در داکا و تانگایل بسیار محبوب است.
چومچوم یک شیرینی سنتی است که ریشه در پوراباری دارد. این شیرینی به شکل بیضی و قهوه‌ای رنگ است.
بوندی در ماه رمضان بسیار محبوب است.
بالیش میشتی (به معنای شیرینی بالشی) یک شیرینی بزرگ به شکل بالش از منطقه ناتوره است.
جیلاپی یک شیرینی به شکل حلقه‌ای است که در شربت تهیه می‌شود و در سراسر جنوب آسیا محبوب است. شاهی جیلاپی (جیلاپی سلطنتی) یک نوع بسیار بزرگ و به شکل چرخ‌دنده از داکا است.
کچاگولا یک دسر تهیه شده از مواد لبنی و شکر است که از منطقه ناتوره در استان راجشاهی منشأ گرفته است. این شیرینی ممکن است به حکمران قرن هجدهم رانی بهوانی تقدیم شده باشد.

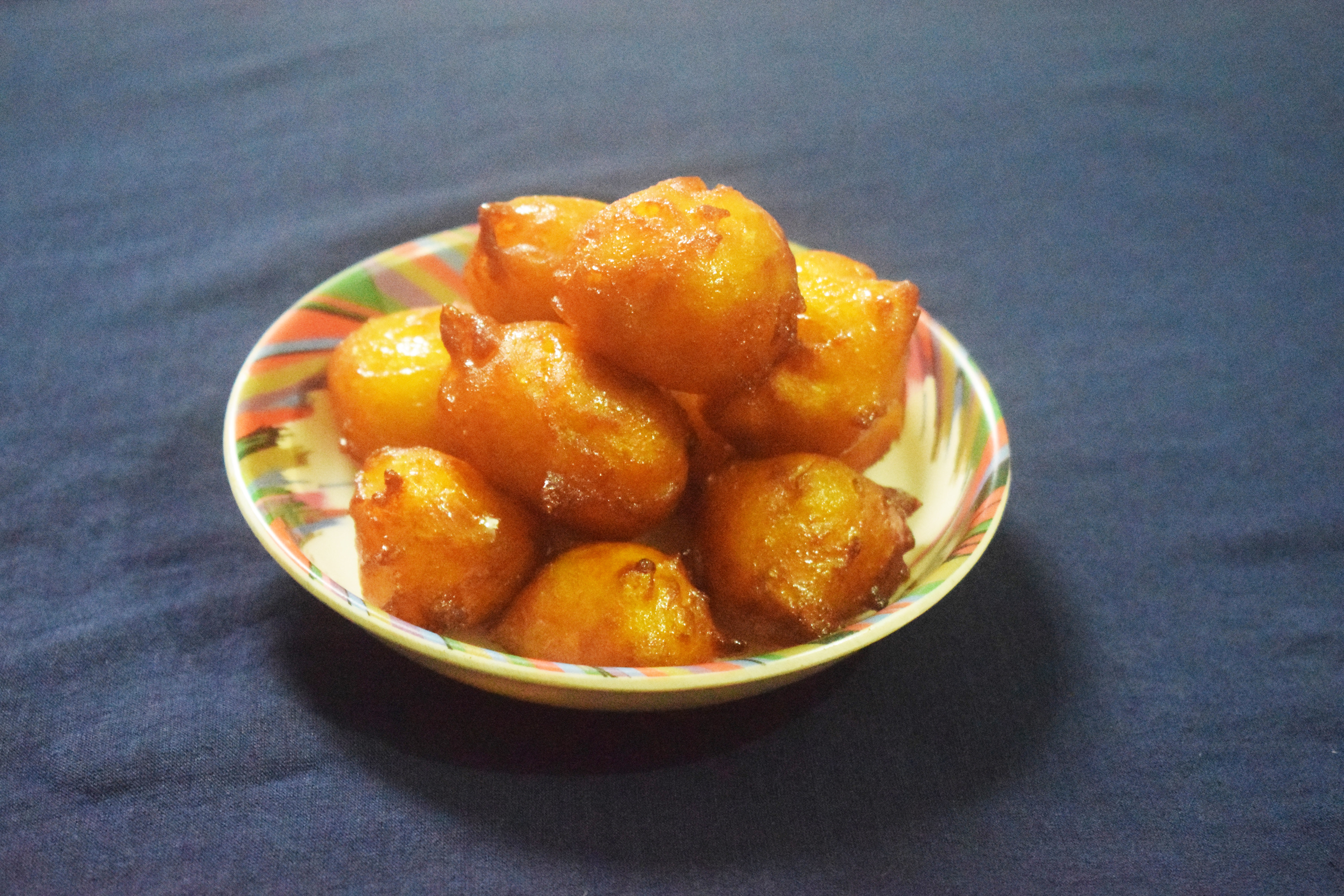
دسری که با میوه نخل پالمیرا درست می‌شود

لیدیکنی یک توپ سرخ‌کرده به رنگ قهوه‌ای مایل به قرمز است که از چنّا و آرد تهیه می‌شود و در شربت شکر خیسانده می‌شود. این دسر در اواسط قرن نوزدهم ابداع شده و به نام لیدی کنیگ، همسر فرماندار کل هند نام‌گذاری شد.
پنتوا نسخه بنگالی گلاب جامون است.
راس مالایی یک دسر شامل توپ‌های چنّا در سس خامه‌ای معطر با هل است.
تال، میوه درخت نخل پالما که در انواع مختلف دسرها استفاده می‌شود.

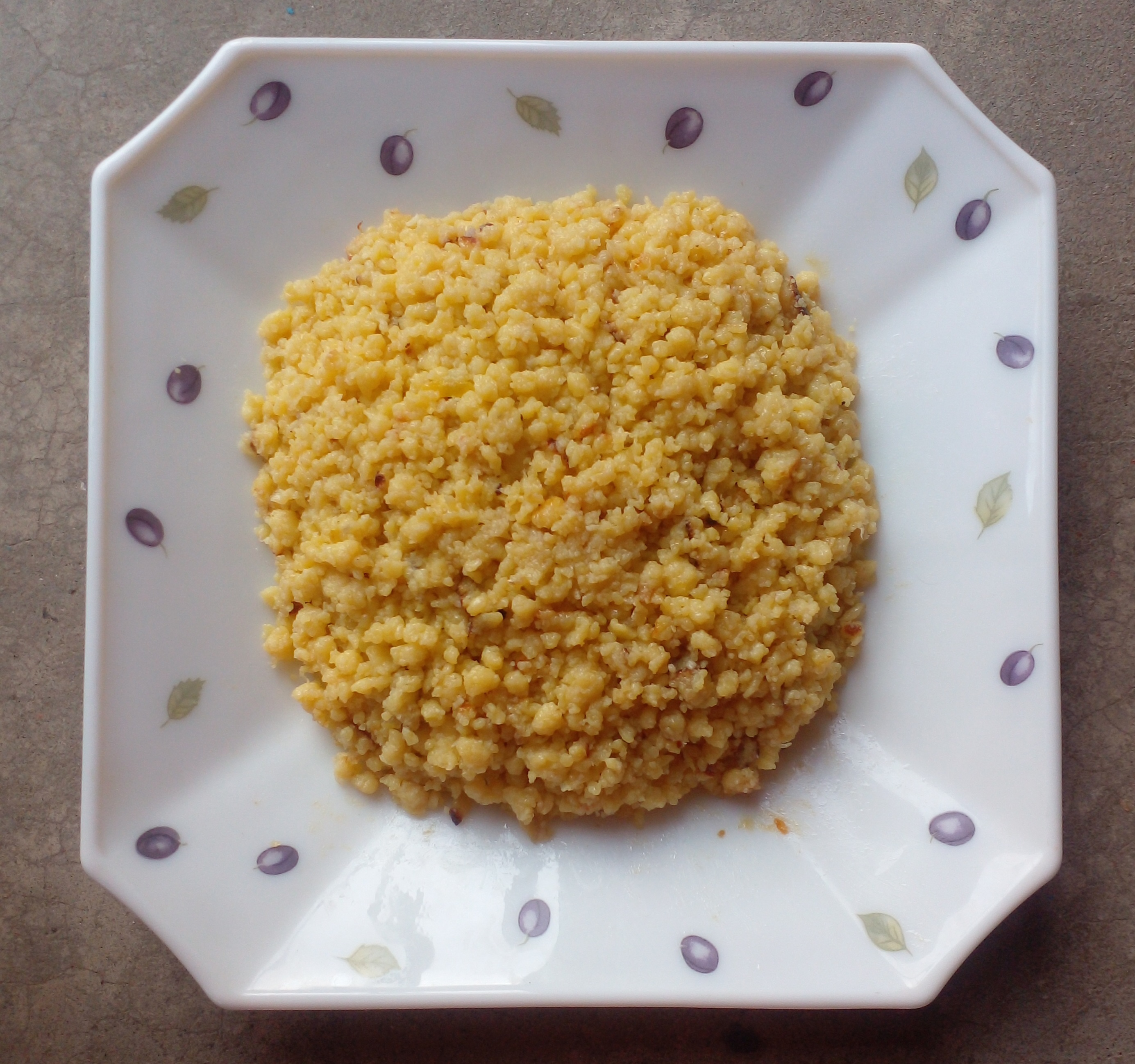
دیمر جوردا

دیمر جوردا که با نام‌های جوردای تخم‌مرغ یا حلوای تخم‌مرغ نیز شناخته می‌شود، یک غذای شیرین غیررسمی و محبوب بنگلادشی است. حلوایی است که با استفاده از تخم مرغ و شیر درست می‌شود.

## نوشیدنی‌ها
- بورهانی (بنگالی: বোরহানী) یک نوشیدنی سنتی شبیه ماست است.[۹۴] بورهانی از دوغ ترش، فلفل سبز، دانه‌های خردل، نمک سیاه، گشنیز و نعناع تهیه می‌شود.[۹۵] این نوشیدنی به عنوان یک هضم‌کننده بعد از وعده‌های سنگین یا به عنوان پیش‌غذا محبوب است.[۹۶][۹۷][۹۸][۹۹]
- عصاره تال (عصاره نخل) شیره‌ای است که از درختان نخل استخراج می‌شود و به عنوان یک نوشیدنی خنک در تابستان مصرف می‌شود.[۱۰۰]
- شربت روح‌افزا یک شربت غلیظ است که توسط هامدار بنگلادش تهیه می‌شود.[۱۰۱]
- غل و ماتا نوشیدنی‌های دوغی هستند که در بنگلادش، به ویژه در روستای سولوپ در اولاهاپارای منطقه سیرجانج تهیه می‌شوند.[۱۰۲]
- لاسی ترکیبی از ماست با آب و ادویه‌ها یا طعم‌دهنده‌های شیرین است.[۱۰۳]

### نوشیدنی‌های الکلی
به عنوان یک کشور با اکثریت مسلمان، فروش الکل در بنگلادش کنترل می‌شود. برای خرید نوشیدنی‌های الکلی مجوز دولتی لازم است.
- آبجوی هانتر تنها آبجوی الکلی تولید شده در بنگلادش است.[۱۰۴] این محصول توسط گروه جمونا تولید می‌شود.[۱۰۴]
- کارو و شرکا یک کارخانه تقطیر دولتی است که در منطقه چوادانگا واقع شده است.[۱۰۴]
- قبایل غیر بنگالی از برنج تخمیر شده الکل تولید و مصرف می‌کنند.[۱۰۵]